# Академия на науките на Република Татарстан
Академия на науките на Република Татарстан (с акроним: АНРТ, на руски: Академия наук Республики Татарстан, на татарски: Татарстан Республикасы Фәннәр академиясе) е най-висшата държавна научна институция на Република Татарстан. Председател на академията е Мякзюм Салахов (от 2014 г.).

## История
Академията се създадена с указ № 138 на президента на Република Татарстан на 30 септември 1991 г.

## Структура
Структурата на Академията на науките включва 6 изследователски университета, 7 изследователски центъра и лаборатории, както и Дом на учените.
Отдели
Академията е съставена от 7 отдела в областта на науката и регионалния отдел в Уляновск:
- Отдел по хуманитарни науки
- Отдел по социални и икономически науки:
  - Център за напреднали икономически изследвания
  - Изследователски институт „Приложна семиотика“
  - Изследователски център за семейство и демография
- Отдел по медицински и биологични науки
- Отдел по селскостопански науки
- Отдел по механика, математика и инженерство
- Отдел по физика, енергия и земни науки
- Отдела по химия и химични технологии
- Уляновски регионален отдел

Институти и центрове
Академията включва следните институти и центрове:
- Институт по археология „Алфред Халиков“
- Институт за език, литература и изкуство „Г. Ибрахимова“
- Институт по история „Шигабутдин Марджани“
- Институт на татарската енциклопедия
- Институт за експериментална естетика „Прометей“ (съвместно с Казански национален научноизследователски технически университет)
- Институт по екология и проблеми с използването на недра
- Изследователски център на Татарстан „Реконструктивна травматология и ортопедия“
- Институт по проблемите на информатиката
- Изследователски център „Културно наследство и информационни технологии“ (съвместно с КДУ)
- Изследователски център „Квантова информатика“ (съвместно с КДУ)
- Институт по екология и проблеми с използването на недра
- Научен център за изследване на гравитационните вълни „Дулкин“
- Център за усъвършенстване на методите за разработване на нефтени находища
- Изследователски център „Невросистеми“ по неврокомпютърни системи и паралелни технологии
- Изследователски център по проблемите на търсенето и разработването на горими минерали
- Изследователски център за проблема с трудно възстановяемите запаси от нефт и природни битуми